# 裸猿
《裸猿》（The Naked Ape: A Zoologist's Study of the Human Animal；ISBN 0-385-33430-3）是英國科學家德斯蒙德·莫利斯（Desmond Morris）在1967年所寫的一本探討人類行為的科學著作。在書裡，他把人類當作一種物種，亦即「裸猿」來看待。透過把「裸猿」與其他品種的動物比較，來討論人類的種種行為。本書認為：人類的大多數獨特行為都是因為生活所需而演化出來的，為要應付狩獵收集者（參看先天與後天）生活的挑戰。
本書引起很大的迴響討論，在全世界銷售超過一千萬本。
1973年，Donald Driver根據本書的內容而導演了一套電影，由Johnny Crawford及Victoria Principal主演。
2006年，Daniel Mellitz亦根據本書的內容改編成另一套獨立電影，並由Josh Wise、Chelse Swain、Sean Shanks、Amanda MacDonald、Tony LaThanh及Corbin Bernsen等人主演。

## 參看
- 幼态延续
- 德斯蒙德·莫利斯（Desmond Morris）
- 人類動物園（The Human Zoo）
- The Territorial Imperative（英语：The Territorial Imperative）, 1966年Robert Ardrey（英语：Robert Ardrey）书籍
- 社會生物學（Sociobiology）
- 《性‧演化‧達爾文：人是道德的動物？》（The Moral Animal）

## 外部連結
- 1967年當本書出版時在BBC新聞的紀錄（页面存档备份，存于） （英文）
- 1973年電影互联网电影数据库（IMDb）上《裸猿》的资料（英文）及影評（页面存档备份，存于） （英文）
- 2006年電影互联网电影数据库（IMDb）上《裸猿》的资料（英文）
- Official site for 2006 movie